# Ulrich Bigalke

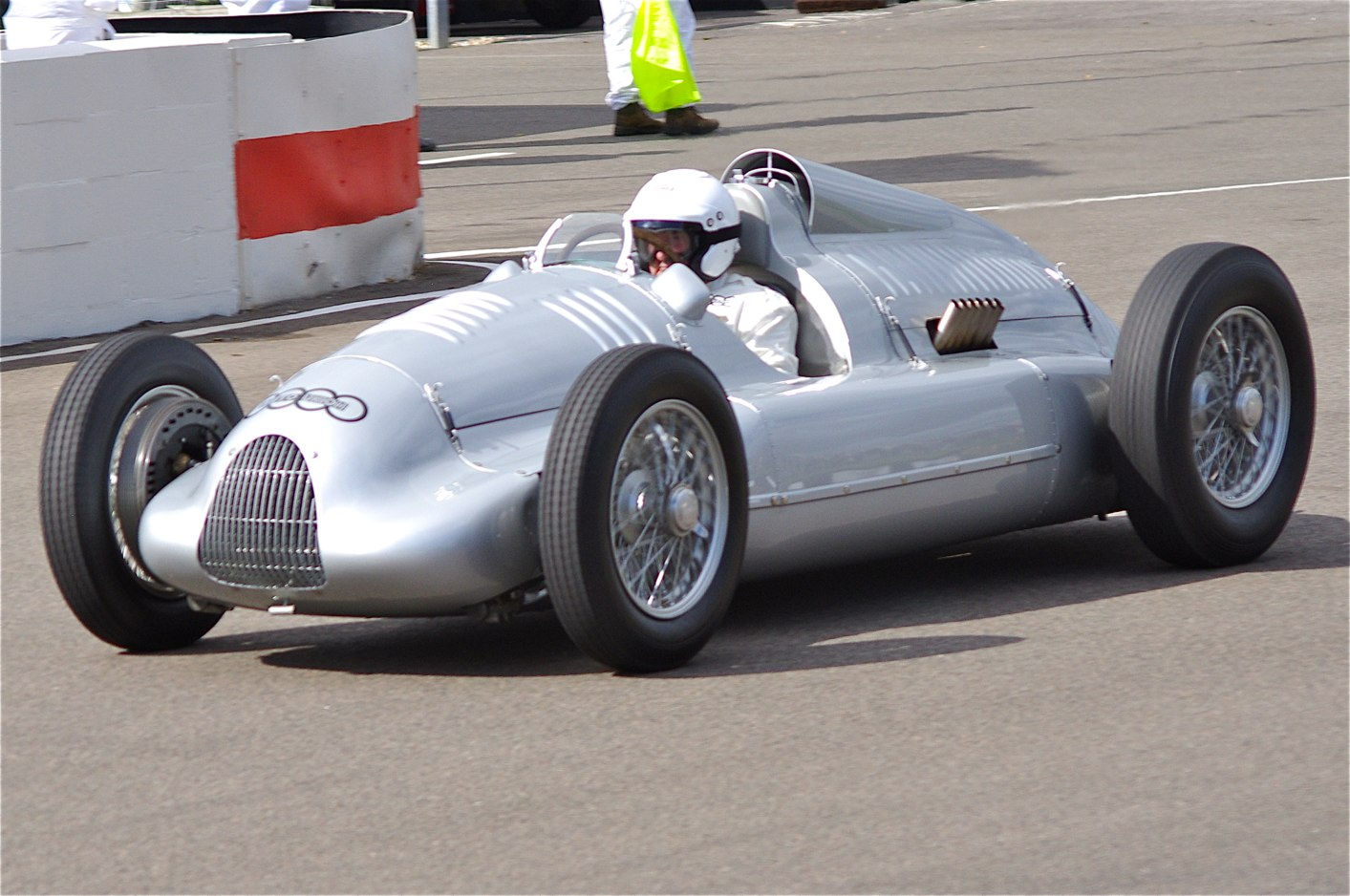
Ein Auto Union Typ D, wie ihn Bigalke 1939 pilotierte.

Ulrich „Ulli“ Bigalke (* 1. Juli 1910 in Essen; † 12. August 1940) war ein deutscher Ingenieur, Automobilrennfahrer, Filmemacher und Kampfflieger.

## Karriere
Ulrich Bigalke stammte aus Essen und studierte in Berlin-Charlottenburg Maschinenbau. Im Jahr 1934 machte er durch einen Sieg bei einem 2000-km-Rennen auf einem 1000-cm³-Fiat Balilla auf sich aufmerksam. Im Sommer 1935 wurde Bigalke Assistent von Rennleiter Willy Walb bei der Auto Union, für die er bei regionalen Rennen auch einen 2-Liter-Audi pilotierte. In dieser Zeit kümmerte er sich um die Organisation der Reisen zu den Grands Prix, die Hotelreservierungen, er fuhr die Renntransporter, war Zeitnehmer und half in den Boxen. Außerdem arbeitete er auch als Ingenieur in der Fahrgestell- und Bremsenentwicklung mit.
Der Hobbyfotograf und -filmer Ulrich Bigalke schrieb auch die Rennberichte der Auto Union AG und verfasste zwischen 1936 und 1939 mit Zwischen Sahara und Nürburgring, Deutsche Siege in drei Erdteilen, Dem Gedenken unseres Bernd Rosemeyer und Kampf unserer Rennwagen vier Filme über die Renneinsätze, bei denen er das Drehbuch schrieb sowie Regie und die Kamera führte.
Im Jahr 1937 sorgte Bigalke beim Vanderbilt Cup für Aufsehen, als er beim Einbremsen der Trommelbremsen der Fahrzeuge einige sehr gute Rundenzeiten erzielte. Daraufhin wurde er bei einem der jährlich durchgeführten Sichtungslehrgänge als Reservefahrer für die Saisons 1938 und 1939 ausgewählt. Zu seinem einzigen Renneinsatz kam Bigalke beim XII. ADAC Eifelrennen am 21. Mai 1939 auf dem Nürburgring, als er auf Auto Union Typ D hinter Hermann Lang, Tazio Nuvolari, Rudolf Caracciola, Manfred von Brauchitsch und Rudolf Hasse Sechster wurde.
Während des Zweiten Weltkrieges diente Ulrich Bigalke bei der Luftwaffe in der 8. Staffel des Kampfgeschwaders 51. Er kam am 12. August 1940 im Alter von 30 Jahren während der Luftschlacht um England nahe dem Ärmelkanal ums Leben, als seine Junkers Ju 88 A-1 (Geschwaderkennung 9K+FS) von einem britischen Jäger abgeschossen wurde. Er liegt auf der Deutschen Kriegsgräberstätte Champigny-Saint-André begraben.

## Statistik

### Vorkriegs-Grands-Prix-Ergebnisse
| Saison | Team          | Wagen            | 1   | 2 | 3 | 4 | Punkte | Position |
| ------ | ------------- | ---------------- | --- | - | - | - | ------ | -------- |
| 1938   | Auto Union AG | Auto Union Typ D |     |   |   |   | —      | —        |
| 1938   | Auto Union AG | Auto Union Typ D | DNS |   |   |   | —      | —        |

| Legende  | Legende                                                                   | Legende                                                                   |           |
| Farbe    | Bedeutung                                                                 | Bedeutung                                                                 | EM-Punkte |
| -------- | ------------------------------------------------------------------------- | ------------------------------------------------------------------------- | --------- |
| Gold     | Sieg                                                                      | Sieg                                                                      | 1         |
| Silber   | 2. Platz                                                                  | 2. Platz                                                                  | 2         |
| Bronze   | 3. Platz                                                                  | 3. Platz                                                                  | 3         |
| Grün     | Klassifiziert, mehr als 75% der Renndistanz zurückgelegt                  | Klassifiziert, mehr als 75% der Renndistanz zurückgelegt                  | 4         |
| Blau     | nicht punkteberechtigt, zwischen 50% und 75% der Renndistanz zurückgelegt | nicht punkteberechtigt, zwischen 50% und 75% der Renndistanz zurückgelegt | 5         |
| Violett  | nicht punkteberechtigt, zwischen 25% und 50% der Renndistanz zurückgelegt | nicht punkteberechtigt, zwischen 25% und 50% der Renndistanz zurückgelegt | 6         |
| Rot      | nicht punkteberechtigt, weniger als 25% der Renndistanz zurückgelegt      | nicht punkteberechtigt, weniger als 25% der Renndistanz zurückgelegt      | 7         |
| Farbe    | Abkürzung                                                                 | Bedeutung                                                                 | EM-Punkte |
| Schwarz  | DSQ                                                                       | disqualifiziert (disqualified)                                            | 8         |
| Weiß     | DNS                                                                       | nicht gestartet (did not start)                                           | 8         |
| Weiß     | DNA                                                                       | nicht erschienen (did not arrive)                                         | 8         |
| sonstige | P/fett                                                                    | Pole-Position                                                             | 8         |
| sonstige | SR/kursiv                                                                 | Schnellste Rennrunde                                                      | 8         |
| sonstige | DNF                                                                       | Rennen nicht beendet (did not finish)                                     | 8         |